# Teeteto (matematico)
Teetèto (in greco antico: Θεαίτητος?, Theáitētos; Atene, 415 a.C./413 a.C. – 369 a.C./368 a.C. circa) è stato un matematico e filosofo greco antico.

## Biografia
Figlio di Eufronio di Sunio, dal quale ricevette in eredità un patrimonio considerevole che fu poi dilapidato da alcuni suoi amministratori, Teeteto fu discepolo del matematico Teodoro e scolaro di Platone; a lui è attribuita la dimostrazione e la costruzione dei cinque poliedri regolari e la scoperta di due di essi: l'ottaedro e l'icosaedro. Egli contribuì anche alla teoria delle grandezze irrazionali. Fu ferito negli scontri con i Tebani nel 369 a.C. durante la seconda invasione del Peloponneso, si ammalò e morì poco tempo dopo: ed è proprio il ritorno a casa di Teeteto morente che dà il via al celebre dialogo di Platone, il Teeteto.

## Poliedri regolari
I due poliedri regolari attribuiti a Teeteto sono l'ottaedro e l'icosaedro.

Ottaedro (animazione)
Icosaedro (animazione)